# Marais de Balançon
Marais de Balançon este o arie protejată (arie de protecție specială avifaunistică — SPA) din Franța întinsă pe o suprafață de 1.007 ha, integral pe uscat.

## Localizare
Centrul sitului Marais de Balançon este situat la coordonatele 50°27′00″N 1°38′15″E / 50.45°N 1.6375°E.

## Înființare
Situl Marais de Balançon a fost declarat arie de protecție specială avifaunistică în baza directivei 79/409 din 1979 referitoare la conservarea păsărilor sălbatice pentru a proteja 28 de specii de animale.

## Biodiversitate
Situată în ecoregiunea atlantică, aria protejată nu include niciun habitat protejat.
La baza desemnării sitului se află mai multe specii protejate de  păsări (28): pescăruș albastru (Alcedo atthis), ciuf de câmp (Asio flammeus), buhai de baltă (Botaurus stellaris), barză albă (Ciconia ciconia), erete de stuf (Circus aeruginosus), erete vânăt (Circus cyaneus), erete cenușiu (Circus pygargus), egretă mică (Egretta garzetta), șoim de iarnă (Falco columbarius), șoim călător (Falco peregrinus), becațină comună (Gallinago gallinago), Gallinago media, cocor (Grus grus), piciorong (Himantopus himantopus), stârc pitic (Ixobrychus minutus), sitar de mal nordic (Limosa lapponica), sitar de mâl (Limosa limosa), gușă albastră (Luscinia svecica), gaia roșie (Milvus milvus), stârc de noapte (Nycticorax nycticorax), vultur pescar (Pandion haliaetus), viespar (Pernis apivorus), bătăuș (Philomachus pugnax), lopătar (Platalea leucorodia), cresteț pestriț (Porzana porzana), ciocântors (Recurvirostra avosetta), fluierar de mlaștină (Tringa glareola), nagâț (Vanellus vanellus).